# Mistrovství Evropy ve fotbale 1964
Mistrovství Evropy ve fotbale 1964  bylo druhým mistrovstvím Evropy v historii a závěrečný turnaj se odehrál ve Španělsku. Ve městech Madrid – stadion Estadio Santiago Bernabéu a Barcelona – stadion Nou Camp se utkaly o zlato reprezentace Maďarska, Španělska, Dánska a Sovětského Svazu.
Kvalifikační části se zúčastnilo 29 národních týmů, což byl značný nárůst oproti prvnímu ročníku (17). Politika ale zasáhla do sportovního dění i tentokrát. V kvalifikačních bojích stornovaly vzájemné střetnutí Albánie a Řecko, jež se právě nacházely ve válečném konfliktu. Na rozdíl od předchozího mistrovství se tentokrát střetly Sovětský svaz a Španělsko, jejichž finálový zápas sledovalo více než sto tisíc diváků. Domácí tým Španělska zvítězil 2:1.

## Stupně vítězů
| Zlato                              | Stříbro  | Bronz    | 4. místo |
| ---------------------------------- | -------- | -------- | -------- |
| Španělsko – první titul v historii | SSSR     | Maďarsko | Dánsko   |
| Soupiska                           | Soupiska | Soupiska | Soupiska |

## Kvalifikace
Kvalifikace se zúčastnilo 29 reprezentací, které se utkaly vyřazovacím způsobem o čtyři místa na závěrečném turnaji.

## Finálový turnaj
|  | Semifinále             | Semifinále             |   |                        | Finále                 | Finále |  |
|  |                        |                        |   |                        |                        |        |  |
|  | 17. červen – Madrid    |                        |   |                        |                        |        |  |
|  | Maďarsko               | 1 (1)                  |   |                        |                        |        |  |
|  | Španělsko (PP)         | 1 (2)                  |   |                        |                        |        |  |
|  |                        |                        |   |                        |                        |        |  |
|  |                        |                        |   |                        | 21. červen – Madrid    |        |  |
|  |                        |                        |   |                        | Španělsko              | 2      |  |
|  |                        | Sovětský svaz          | 1 |                        |                        |        |  |
|  |                        |                        |   |                        |                        |        |  |
|  |                        |                        |   |                        |                        |        |  |
|  |                        |                        |   |                        | O třetí místo          |        |  |
|  | 17. červen - Barcelona | 17. červen - Barcelona |   | 20. červen - Barcelona | 20. červen - Barcelona |        |  |
|  | Dánsko                 | 0                      |   | Maďarsko               | 1 (3)                  |        |  |
|  | Sovětský svaz (PP)     | 3                      |   |                        | Dánsko                 | 1 (1)  |  |

### Semifinále
| 17. června 1964 20:00   |                  |          |                                                                                    |
| Španělsko               | 2 – 1 (v prodl.) | Maďarsko | Estadio Santiago Bernabéu, Madrid diváci: 34,713 rozhodčí: Arthur Blavier (Belgie) |
| Pereda 35' Amancio 115' | Report           | Bene 84' | Estadio Santiago Bernabéu, Madrid diváci: 34,713 rozhodčí: Arthur Blavier (Belgie) |

| 17. června 1964 22:30 |        |                                       |                                                                         |
| Dánsko                | 0 – 3  | Sovětský svaz                         | Camp Nou, Barcelona diváci: 38,556 rozhodčí: Concetto Lo Bello (Itálie) |
|                       | Report | Voronin 19' Ponědělnik 40' Ivanov 87' | Camp Nou, Barcelona diváci: 38,556 rozhodčí: Concetto Lo Bello (Itálie) |

### O 3. místo
| 20. června 1964 20:00            |                  |               |                                                                       |
| Maďarsko                         | 3 – 1 (v prodl.) | Dánsko        | Camp Nou, Barcelona diváci: 3,869 rozhodčí: Daniel Mellet (Švýcarsko) |
| Bene 11' Novák 107' (pen.), 110' | Report           | Bertelsen 82' | Camp Nou, Barcelona diváci: 3,869 rozhodčí: Daniel Mellet (Švýcarsko) |

### Finále
| 21. června 1964 18:30   |        |               |                                                                                    |
| Španělsko               | 2 – 1  | Sovětský svaz | Estadio Santiago Bernabéu, Madrid diváci: 79,115 rozhodčí: Arthur Holland (Anglie) |
| Pereda 6' Marcelino 84' | Report | Gusajnov 8'   | Estadio Santiago Bernabéu, Madrid diváci: 79,115 rozhodčí: Arthur Holland (Anglie) |

Nejlepší střelec (celkem): Ole Madsen (Dánsko) – 11 gólů

## All-stars[2]

### Španělsko 1964
- Lev Jašin
- Feliciano Rivilla
- Dezső Novák
- Ignacio Zoco
- Ferran Olivella
- Amancio Amaro
- Ferenc Bene
- Valentin Ivanov
- Jesús Pereda
- Luis Suárez Miramontes
- Flórián Albert